# Lutomierz-Kolonia
Lutomierz-Kolonia (dawniej Młodziejów, niem. Seherrsgrund) – kolonia wsi Lutomierz w Polsce, położona w województwie dolnośląskim, w powiecie ząbkowickim, w gminie Stoszowice.
W latach 1975–1998 kolonia administracyjnie należała do województwa wałbrzyskiego.
Do końca 2017 roku samodzielna kolonia Lutomierz.